# Skaning laserowy

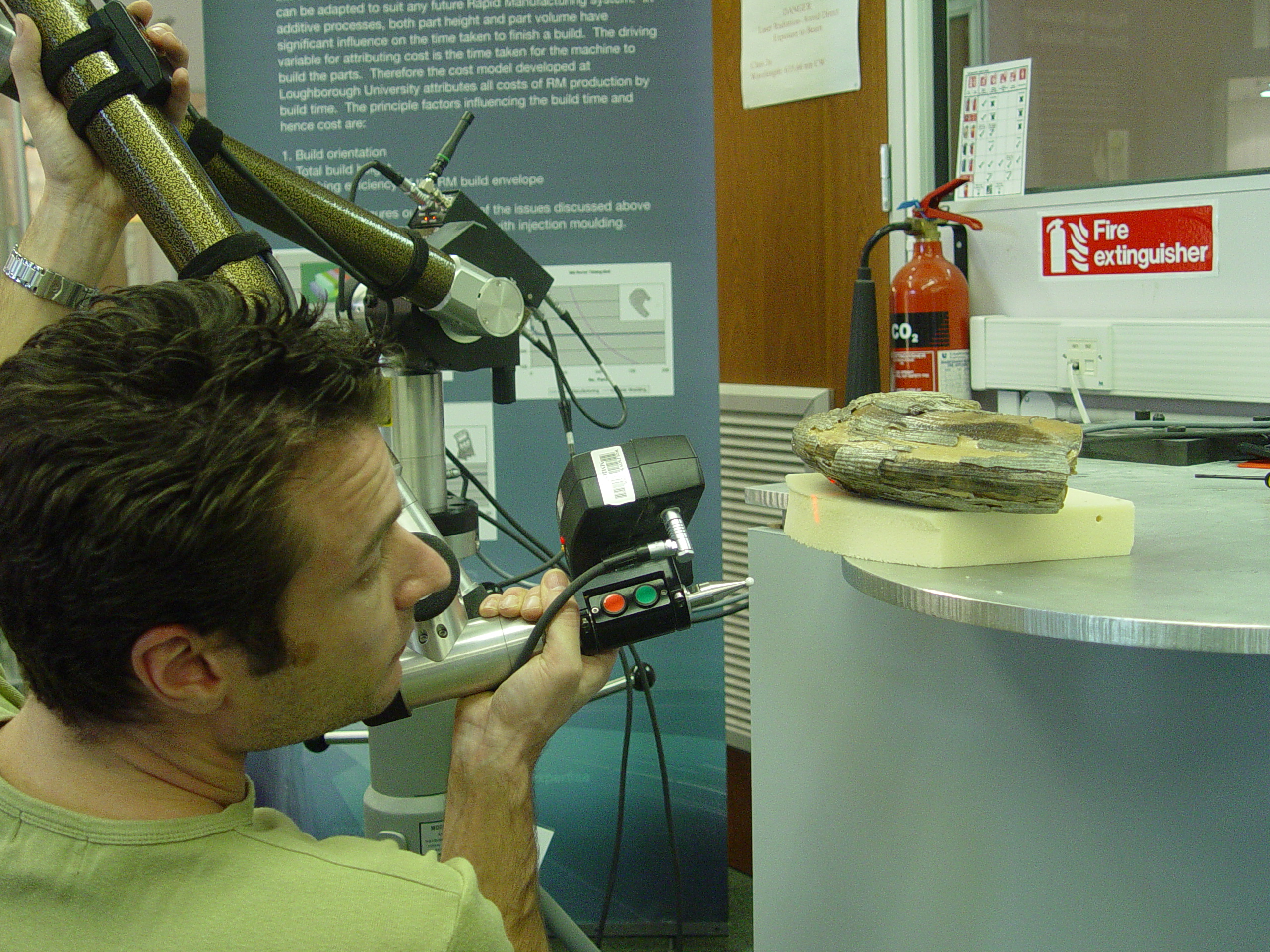
Skaning laserowy

Skaning laserowy – technika pozyskiwania informacji o kształcie obiektu. Jego ideę można sprowadzić do zasady laserowego pomiaru odległości z punktu o określonych współrzędnych przestrzennych do badanych punktów i wyznaczeniu ich położenia w przyjętym układzie przestrzennych współrzędnych biegunowych. Ze względu na odpowiednio dużą liczbę punktów pomiarowych, dla których stosowane jest określenie "chmura punktów", uzyskuje się quasi-ciągłą, przestrzenną reprezentację powierzchni badanego obiektu.

## Zastosowanie
Skanowanie laserowe stosowane jest zarówno w pomiarach naziemnych, jak i lotniczych. W pomiarach naziemnych technologię tę realizują dwa systemy: tachimetry skanujące oraz skanery laserowe. 
Skaning laserowy możemy podzielić na:
- Naziemny skaning laserowy (z ang. TLS – Terrestrial Laser Scanning)- w skrócie reprezentowany jest przez naziemne skanery 3d, które za pomocą lasera są w stanie pozyskać miliony punktów 3d poprzez rejestracji ich współrzędnych XYZ oraz parametry intensywności odbicia. Tak pozyskane dane mogą zostać zaimportowane do aplikacji typu CAD lub 3D i być dowolnie przetwarzane jako chmura punktów.
- Lotniczy skaning laserowy (z ang. ALS – Airborne Laser Scanning)
- Mobilny skaning laserowy (z ang. MLS – Mobile Laser Scanning)- w skrócie jest metodą pozyskiwania informacji 3D przy pomocy skanera zintegrowanego na poruszających się platformach takich jak łodzie, pociągi oraz samochody. Ta metoda również nazywana jest jako kinematyczny skaning laserowy.
- Satelitarny skaning laserowy (ang. SLS - Satellite Laser Scanning)  - skaning laserowy przeprowadzony z pułapu orbity okołoziemskiej. Do tej pory jedynym instrumentem wykorzystującym tę technikę był Geoscience Laser Altimeter System (GLAS) zamontowany na satelicie ICESat. Średnica plamek  lasera (ang. beam; footprint) wysyłanego z orbity znajdującej się na wysokości 600 km, na powierzchni Ziemi wynosi około 70 m, a jej środki oddalone są od siebie o około 172 m. Dokładność określenia wysokości tym urządzeniem wynosi ±10 cm (dla niezróżnicowanych obszarów o spadku do 1°) i jest uzależniona od orientacji zewnętrznej samego satelity wykorzystującego sygnały GPS oraz kamer śledzących położenie gwiazd tzw. Stellar Reference System (SRS). Pomimo iż ICESat konstruowano z myślą o obserwacji obszarów polarnych (lodowców i lodu morskiego), to znane są prace badawcze dotyczące wykorzystania tych danych w wielu innych dziedzinach (np. dla potrzeb inwentaryzacji szaty roślinnej).

Skanery laserowe stosowane są w pomiarze i projektowaniu instalacji przemysłowych, których stopień skomplikowania jest tak duży, że pomiar metodami klasycznymi nie przynosi pożądanego efektu. Także przy pracach podziemnych (kopalnie, tunele) ich zastosowanie ułatwia pozyskanie maksymalnych informacji. Skanowanie laserowe staje się konkurencyjną metodą dla fotogrametrycznych pomiarów naziemnych, których proces opracowania jest kosztowny i długotrwały.

## Działanie
W skanerach laserowych pomiar wykonywany jest za pomocą laserowego promienia (działa on najczęściej w zakresie bliskiej podczerwieni), pulsującego z bardzo dużą częstością, dzięki obracającemu się w płaszczyźnie pionowej pryzmatowi.
Maksymalna szybkość skanowania zależy od modelu skanera, najczęściej jest to kilka tysięcy punktów na sekundę. Odległość od mierzonego punktu wyznaczana jest na podstawie pomiaru czasu, jaki zajmuje wysłanej wiązce przebycie drogi do obiektu i z powrotem. W składzie zestawu pomiarowego znajduje się komputer, wyposażony w specjalistyczne oprogramowanie.